# Plebejus inornata
Plebejus inornata är en fjärilsart som beskrevs av Courvoisier 1913. Plebejus inornata ingår i släktet Plebejus och familjen juvelvingar. Inga underarter finns listade i Catalogue of Life.